# Jellyella eburnea
Jellyella eburnea är en mossdjursart som först beskrevs av Walter Douglas Hincks 1891.  Jellyella eburnea ingår i släktet Jellyella och familjen Membraniporidae.
Artens utbredningsområde är havet kring Nya Zeeland. Inga underarter finns listade i Catalogue of Life.